# Dschabir al-Khaled as-Sabah
Scheich Dschabir al-Khaled al-Dschabir as-Sabah (arabisch جابر الخالد الجابر الصباح, DMG Ǧābir al-Ḫālid al-Ǧābir aṣ-Ṣabāḥ) ist ein kuwaitischer Politiker, der der Herrscherfamilie as-Sabah angehört. Er war bis Januar 2011 Innenminister des Landes.
as-Sabah trat am 13. Januar 2011 zurück, nachdem das Parlament zuvor seine Befragung aufgrund eines Folterskandals gefordert hatte. Bei dem Skandal geht es um den Tod Mohammed al-Mutairis, der des illegalen Handels mit Alkohol angeklagt war und laut Autopsieergebnissen in der Untersuchungshaft gefoltert und getötet wurde.
Er stammt väterlicherseits von einem jüngeren Sohn des Emirs Dschabir I. ab.